# فطناسة (واركي)
فطناسة هي إحدى مشيخات المملكة المغربية، تتبع جغرافيا لإقليم قلعة السراغنة وإداريًا لواركي. يقدر عدد سكانها بـ 11484 نسمة حسب الإحصاء الرسمي للسكان والسكنى لسنة 2004.